# Arnoldshammer

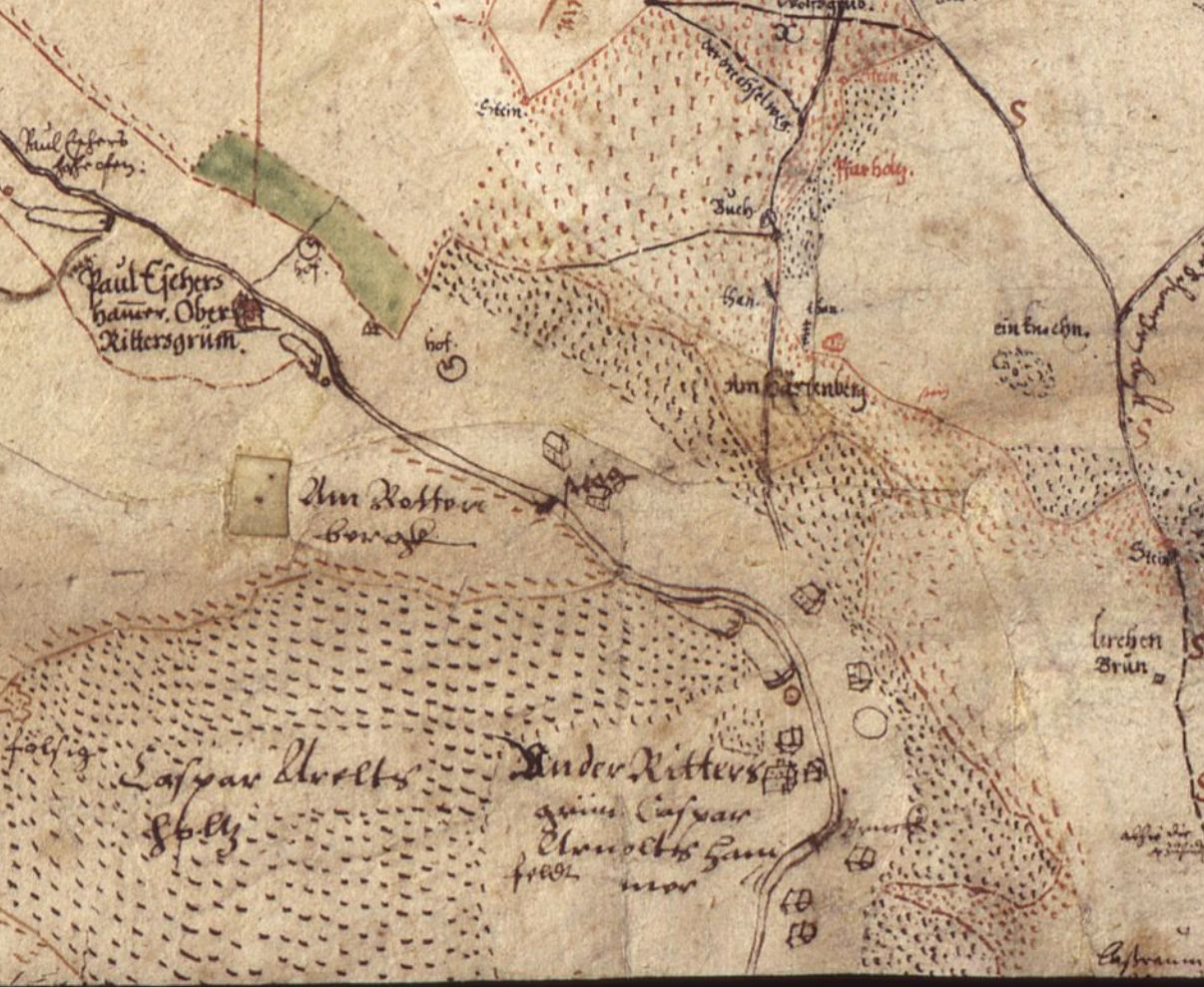
Arnoldshammer in der Darstellung in einer Landkarte um 1600 (Ur-Oeder)

Arnoldshammer ist der Name für die um ein ehemaliges Hammerwerk angelegte kleine Ansiedlung im Breitenbrunner Ortsteil Rittersgrün im sächsischen Erzgebirge.

## Geschichte

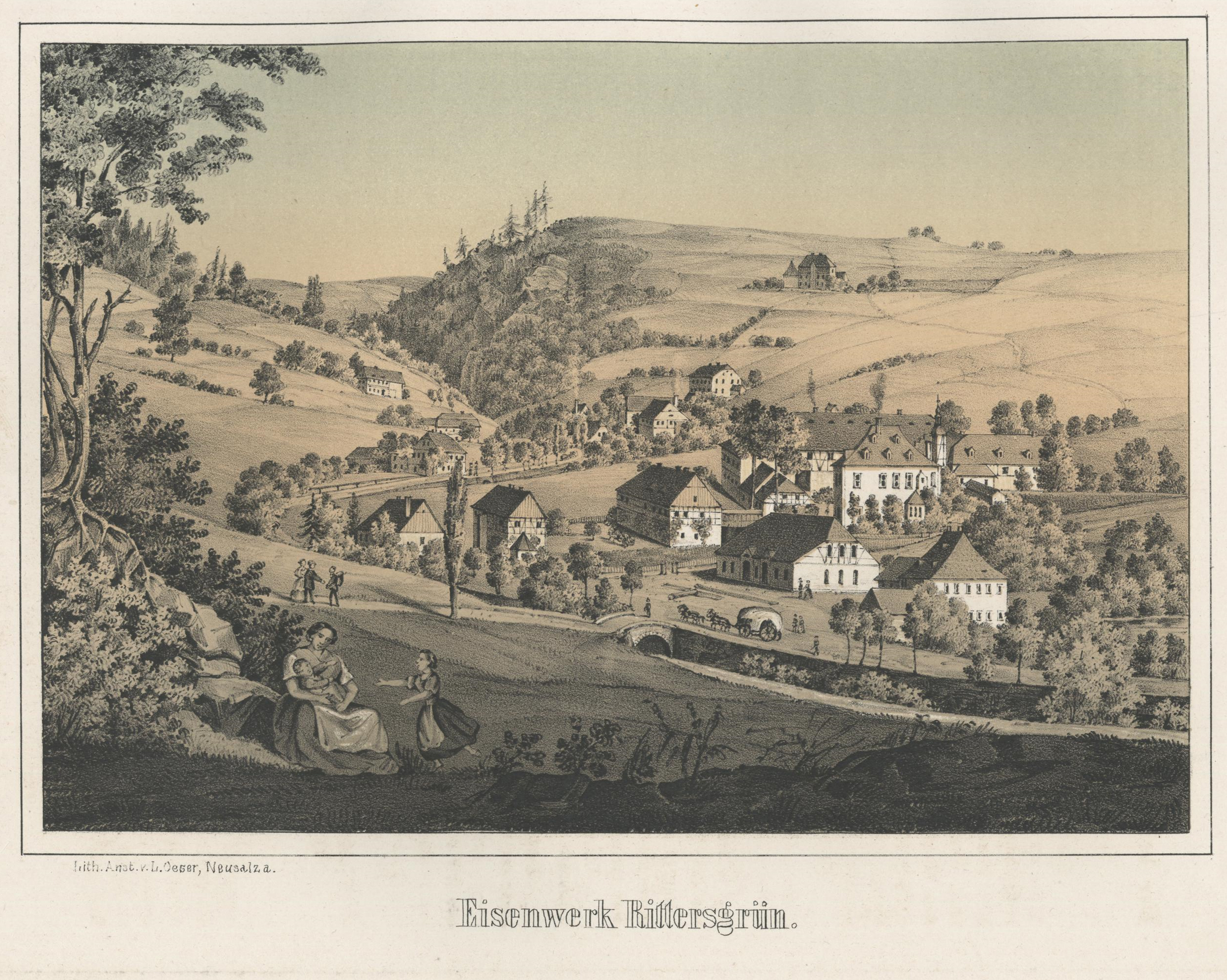
Arnoldshammer um 1850, zeitgenössischer Stich

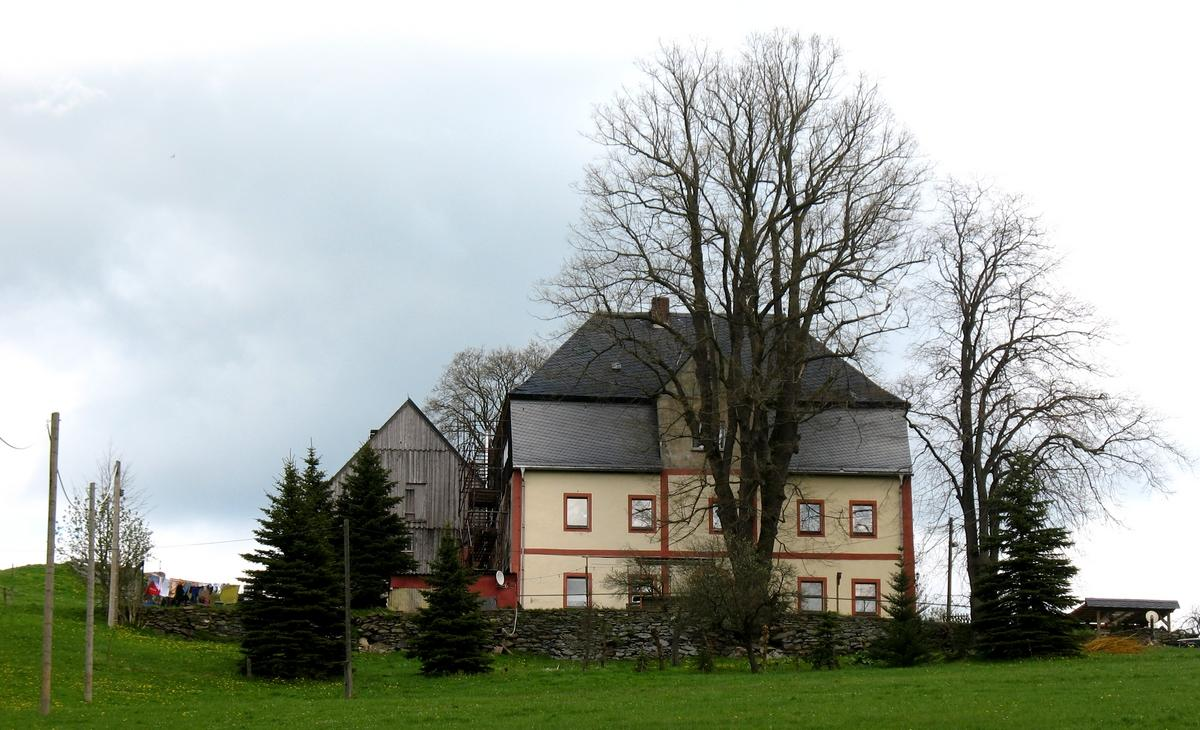
Rockstrohgut auf einer Anhöhe oberhalb von Arnoldshammer

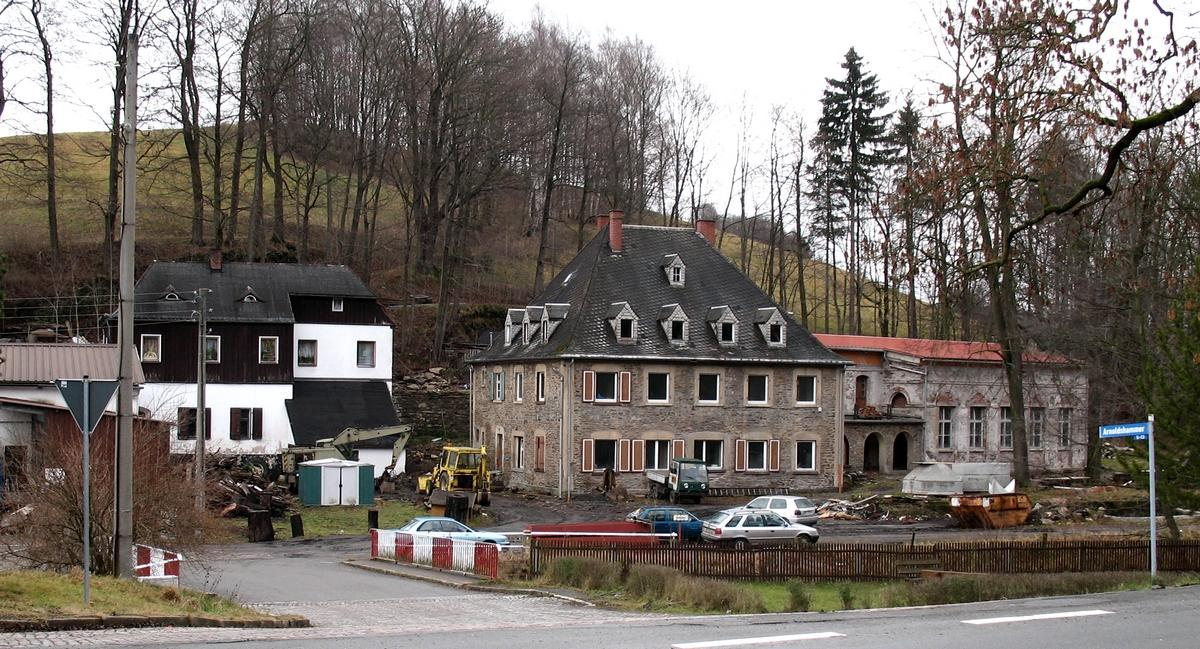
Ehemaliger Gasthof Arnoldshammer

Das Hammerwerk wurde vermutlich im Verlaufe der 1540er Jahre auf der rechten Seite des Pöhlwassers errichtet und nutzte dessen Wasserkraft zum Antrieb seines Hammers. Noch in der Holzordnung von 1560 wird Hans Kleinhempel mit seinem neuen Hammer genannt. Kleinhempel führte die alte Hammerherren-Tradition seiner Familie fort und übergab das Werk seinem Sohn Nikolaus, der in den 1580er Jahren einen Hochofen errichten ließ. 1588 war Caspar Arnold in den Besitz des Hammerwerkes gelangt. Nach dessen Familie wurde der Hammer fortan als Arnoldshammer bezeichnet. Noch 1631 war das Anwesen in Besitz seines Sohnes Michael.
1632 wurde das Hammerwerk wie viele andere in der Gegend von den kaiserlichen Truppen zerstört, lag längere Zeit brach und wurde nach einem Besitzerwechsel in den 1650er Jahren langsam wieder aufgebaut. Die Besitzer waren mit umfangreichen Rechten ausgestattet. Sie durften Mahlen und Backen, Schlachten, Brauen und Schenken und hatten die Gerichtsbarkeit über die Hütten- und Hammerarbeiter.
1661 richtete ein Hochwasser beträchtlichen Schaden an den Hammerwerksgebäuden an. Christian Lehmann berichtet von einer Schadenssumme in Höhe von 500 Talern und Beschädigungen an Hochofen, Hütten, Gräben und Gebäuden.
1681 ging das ganze Hammerwerk für 6500 Taler an den kurfürstlichen Eisenfaktor Christian Rockstroh. Zu dem Anwesen gehörten die Hammergebäude, Blech- und Stabschmiede, Hochofen, Hütte und Verzinnerei, Kohlhäuser und Wohnhäuser, Plätze, Wasserläufe, Schutzteiche und eine große Zahl Inventar wie z. B. Brennholz, Kohle und Eisenstein. Zum Hammerwerk gehörten zu dieser Zeit außerdem u. a. eine Eisensteinzeche am Rothenberg und eine Schicht Kuxe in Altenberg. Rockstroh ließ 1682 ein Herrenhaus auf einer Anhöhe oberhalb des Hammerwerks errichten, das noch heute als Rockstroh-Gut bekannt ist und sein heutiges Aussehen seit 1847 hat, als es auf der Ruine seines Vorgängerbaues neu errichtet wurde.
1704 erwarb Johann August von Elterlein für 5000 Gulden das Hammerwerk von Rockstrohs Witwe und besaß nach dem Kauf des Schmerzingischen Hammers 1710 beide noch in Betrieb befindliche Rittersgrüner Hämmer, die bis im Verlaufe des 17. Jahrhunderts zu einem gemeinsamen großen Eisen- und Hammerwerksbetrieb verschmolzen. Nach dem vergeblichen Versuch, statt der Eisenhämmer Walzen zur Bearbeitung der Eisenbleche einzusetzen, die 1828 über Hamburg aus England herantransportiert worden waren, verloren beide Rittersgrüner Hammerwerke immer mehr an Bedeutung. In den 1840er Jahren ging Arnoldshammer in den Besitz von „Nestler & Breitfeld“ über. In dieser Zeit waren noch die folgenden Gebäude vorhanden: zwei Wohnhäuser mit Turm und Uhr, die mit den anliegenden Wirtschaftsgebäuden einen vierseitigen Hof bildeten und 1909 abbrannten, ein Bierbrauereigebäude mit Malzhaus und Felsenkeller, ein Zinnhaus und vier Hüttengebäude, Hufschmiede und Mahlmühle, ein Wirtshaus mit Stall, vier Kohlhäuser, Schuppen und sieben Wohnhäuser für die Arbeiter. Hochofen, Pochwerke und zwei Kohlhäuser waren bereits abgetragen worden. Noch immer aber war das nunmehrige Eisenwerk ein Hauptarbeitgeber. Mitte des 19. Jahrhunderts arbeiteten darin ein Beamter, ein Expedient, ein Oberköhlermeister, ein Kohlmesser, zwei Hammerschmiedemeister, 30 Fuhrleute, 40 Bergleute, bis zu 100 Hüttenarbeiter, Waldarbeiter, Köhler, Zimmerleute, Maurer, Knechte und Tagelöhner.
Anfang des 20. Jahrhunderts wurde Arnoldshammer zu einem Anziehungspunkt für Touristen, die vor allem den „Gasthof Arnoldshammer“ mit Brauerei und angrenzendem Forellenteich besuchten. Heute ist von den ursprünglichen Hammerwerksgebäuden nur der ehemalige Gasthof und eines der Zinngesellenhäuser erhalten.
1921 wurde der zuvor eigenständige Gerichtsbezirk Arnoldshammer zu Rittersgrün geschlagen und gehört seit dessen Eingemeindung 2007 zu Breitenbrunn.
Während der Wismutzeit wurde der Gasthof Arnoldshammer als Schachtküche für die Verpflegung der Bergleute genutzt, bis in Antonshöhe eine neue Küche fertiggestellt war.

## Persönlichkeiten
- Johannes Korb (1615–1685), Besitzer von Arnoldshammer
- Carl Gotthilf Nestler (1789–1864), Besitzer von Arnoldshammer
- Eduard Wilhelm Breitfeld (1803–1873), Besitzer von Arnoldshammer
- Heinrich Siegel (1612–1669), Mitbesitzer von Arnoldshammer